# 航海書

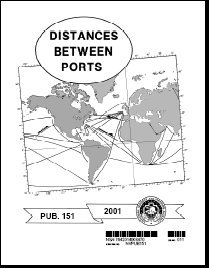
Distances Between Ports

航海書（こうかいしょ）とは、航海術や航海に必要な情報などについて記した本である。

## 日本
- 『元和航海記』（1618年）著：池田好運。元は無名の書であったが、京都大学によって命名された[1]。

日本においては、幕末期以降からオランダ語等での導入が成された。
- 『ボーディッチ航海術書（英語版）』著:ナサニエル・ボーディッチ（英語版） 訳:ジョン万次郎
- 『航海或問起源』（1861年）著：Jan carel pilaar海軍大佐 原本:Handleiding Tot de Beschouwende En Werkdadige Stuurmanskunst、訳：柳楢悦[2][3]
- 『航海教授書』出版：海軍兵学寮[4]

## 海外
- ペリプルス - 古代ギリシア時代に、港や海岸の地形など航海に必要な情報が記述された書類の総称。
- エリュトゥラー海案内記 - 古代のインド洋近辺における海洋貿易についてギリシア語で記された航海案内書。
- 『更路簿（中国語版）』 - 中国海南省の漁民の間で伝承されてきた航海書[5]
- 『Bowditch's American Practical Navigator（英語版）』（1802年） - ジョン万次郎が翻訳し『ボーディッチ航海術書』とした元の本。アメリカ政府が著作権を保有し、航海用電子海図などの最新技術を取り込んだ改定を重ねてアメリカ海軍の教本となっている。